# Соколовце
Соколовце (словац. Sokolovce) — село, громада округу П'єштяни, Трнавський край. Кадастрова площа громади — 6.57 км².
Населення 1366 осіб (станом на 31 грудня 2020 року).

## Історія
Соколовце згадується 1293 року.

## Населення
| Рік:            | 1994. | 2004.   | 2014.    | 2024.   |
| --------------- | ----- | ------- | -------- | ------- |
| Кількість осіб: | 1124  | 1168    | 1292     | 1401    |
| Різниця:        |       | +3,91 % | +10,61 % | +8,43 % |

| Рік:            | 2023. | 2024.   |
| --------------- | ----- | ------- |
| Кількість осіб: | 1402  | 1401    |
| Різниця:        |       | -0,07 % |